# Elementarna funkcija
Elementárna fúnkcija je v matematiki funkcija, ki jo je moč sestaviti iz končnega števila osnovnih elementarnih funkcij, kot so:
- polinomi (cele racionalne),
- racionalne,
- potenčne,
- eksponentne in logaritemske,
- trigonometrične in obratne trigonometrične,

konstant, ene spremenljivke in korenov s pomočjo kompozicij in kombinacij s štirimi dvočlenimi elementarnimi operacijami (+ - × ÷). Trigonometrične funkcije in njihovi obrati so elementarne funkcije, kjer nastopajo kompleksne spremenljivke. Vsako elementarno funkcijo lahko podamo z enačbo, naborom končnega števila simbolov z odgovarjajočimi operacijami.
Koreni enačb so funkcije implicitno določeni kot rešitve polinomske enačbe s konstantnimi koeficienti. Za polinome stopnje 4 ali manjše obstajajo točne enačbe za korene, ki so elementarne funkcije. Tudi za polinome večjih stopenj osnovni izrek algebre in izrek o implicitni funkciji zagotavljata obstoj funkcije, ki da vsak koren polinomske enačbe.
Zgleda drugih elementarnih funkcij sta:
{\displaystyle {\frac {e^{\operatorname {tg} \,x}}{1-x^{2}}}\sin \left({\sqrt {1+\ln ^{2}x}}\,\right)\!\,,}
s kompleksnima korenoma ({\displaystyle e^{i},e^{-i}}) in:
{\displaystyle \,\ln(-x^{2})\!\,,}
s kompleksnima korenoma ({\displaystyle i,-i}). Definicijsko območje zadnje funkcije ne vsebuje nobenega realnega števila. Zgled funkcije, ki ni elementarna, je funkcija napake:
{\displaystyle \operatorname {erf} (x)={\frac {2}{\sqrt {\pi }}}\int _{0}^{x}e^{-t^{2}}\,\mathrm {d} t\!\,.}
Dejstvo, da je ta funkcija neelementarna, ni neposredno razvidno iz njene opredelitve - lahko pa se pokaže s pomočjo Rischevega algoritma.
Elementarne funkcije je v splošnem uvedel Joseph Liouville v nizu člankov med letoma 1833 in 1841.  Algebrsko obravnavo elementarnih funkcij je začel Joseph Fels Ritt v 30-ih 20. stoletja. Liouville je pri raziskovanju funkcij kompleksnih spremenljivk opredelil elementarne funkcije nekoliko širše.

## Diferencialna algebra
Matematično definicijo elementarane funkcije, oziroma funkcije v elementarni obliki, obravnava diferencialna algebra. Diferencialna algebra je algebra z dodatno operacijo odvajanja (algebrsko različico odvoda). S pomočjo te operacije je moč zapisati nove enačbe in njihove rešitve v razširitvi algebre. K  obsegu racionalnih funkcij se lahko dodata dva posebna tipa transcendentnih razširitev (logaritemski in eksponentni), ki vsebujeta elementarne funkcije.
Diferencialni obseg F je obseg F0 (na primer racionalne funkcije nad množico racionalnih števil Q) skupaj z diferencialno preslikavo u → ∂u. (Tukaj je ∂u nova funkcija. Včasih se uporablja zapis u ′.) Operacija obseže značilnosti odvajanja, tako da je za dva elementa osnovnega obsega, linearna:
{\displaystyle \partial (u+v)=\partial u+\partial v\!\,}
in zanjo velja Leibnizevo pravilo produkta:
{\displaystyle \partial (u\cdot v)=\partial u\cdot v+u\cdot \partial v\!\,.}
Element h je konstanta, če je ∂h = 0. Če je osnovni obseg obseg racionalnih števil, je treba biti previden pri njegovi razširitvi z ustreznimi transcendentnimi konstantami.
Funkcija u diferencialne razširitve F[u] diferencialnega obsega F je elementarna funkcija nad F , če je u:
- algebrska nad F, ali je
- eksponentna, da velja: ∂u = u ∂a za a ∈ F, ali je
- logaritemska, da velja: ∂u = ∂a / a za a ∈ F.

(to je Liouvilleov izrek).